# Paracles laboulbeni
Paracles laboulbeni är en fjärilsart som beskrevs av Bar 1873. Paracles laboulbeni ingår i släktet Paracles och familjen björnspinnare. Inga underarter finns listade i Catalogue of Life.